# Putatan
Huyện Putatan là một huyện thuộc bang Sabah của Malaysia. Huyện Putatan có dân số thời điểm năm 2010 ước tính khoảng 54615 người.